# Alatengchaoke
Alatengchaoke (kinesiska: 阿拉腾朝格, 阿拉腾朝格苏木) är en socken i Kina. Den ligger i socknen Alatengchaoke, den autonoma regionen Inre Mongoliet, i den norra delen av landet, omkring 940 kilometer väster om regionhuvudstaden Hohhot.
Genomsnittlig årsnederbörd är 239 millimeter. Den regnigaste månaden är juli, med i genomsnitt 65 mm nederbörd, och den torraste är mars, med 2 mm nederbörd.